# Hervé Caradec
Pour les articles homonymes, voir Caradec.
 (mai 2018).
Hervé Caradec est un acteur et metteur en scène français. Il est notamment connu pour être la voix française du Capitaine Qwark dans la saga Ratchet & Clank.

## Théâtre

### Metteur en scène
- 1988 : Le Complexe de Job
- 1992 : La Macabeth

### Comédien
- 1970 : Cyrano de Bergerac d'Edmond Rostand, Théâtre des Célestins (Lyon) avec Jean Marais
- 1994-1996 : Cami cause de Pierre Cami
- 2007 : Pas de nouvelles de l'agent 00 PI
- 2011-2012 : Ca mi fa sol de Pierre Cami

## Filmographie

### Cinéma
- 1967 : Commissaire San-Antonio
- 1968 : Ces messieurs de la famille
- 1974 : Comme sur des roulettes
- 1996 : Le Onzième Commandement

### Télévision
- 1996 : Ils ont tué Jaurés !
- 1973 : Le Calendrier de l'Histoire
- 1974 : Bouvard et Pécuchet
- 1975 : Karatekas and Co
- 1989 : Les Nuits révolutionnaires
- 1991 : Cas de divorce : Joël Keller (1 épisode)
- 1997 : L'Extravagante Madame Pollifax
- 1999 : Hôpital Hilltop (1 épisode)
- 2005 : Jaurès, naissance d'un géant : Jules Méline
- 2007 : Le Clan Pasquier : Chalgrin
- 2008 : Raboliot : Trochut
- 2008 : L'Abolition : Abbé Clavier
- 2009 : Contes et nouvelles du XIXe siècle (épisode Le Mariage de Chiffon) : Alphonse de Bray
- 2010 : Jeanne Devère
- 2012 : Profilage : le gérant de l'hôtel (1 épisode)
- 2012 : Qu'est-ce qu'on va faire de toi ? : le patient au mercurochrome
- 2012 : Scènes de ménage
- 2013 : Une femme dans la Révolution : Abbé Benoît (1 épisode)

## Doublage
Sources : Planète Jeunesse, DSD-Doublage et AlloDoublage.

### Cinéma

#### Films
- Jeffrey Tambor dans :
  - Le Souffre-douleur (1996) : Art Lundstrum
  - Rencontre avec Joe Black (1998) : Quince

- Cheech Marin dans :
  - Spy Kids 3 : Mission 3D (2003) : Felix Gumm
  - Machete (2010) : le père

- 1963[n 1] : L'Opéra de quat'sous : J.J. Peachum (Gert Fröbe)
- 1965[n 2] : Le Train des épouvantes : Dr W.R. Schreck (Peter Cushing)
- 1973[n 3] : L'Exorciste : le psychiatre (Arthur Storch)
- 1973[n 4] : Pat Garrett et Billy le Kid : Chisum (Barry Sullivan)
- 1989 : Glory : Edward L. Pierce (Christian Baskous)
- 1990 : Présumé Innocent : Tommy Molto (Joe Grifasi)
- 1990 : Les Arnaqueurs : Irv (Michael Laskin)
- 1992 : Jennifer 8 : Goodridge (Bob Gunton)
- 1992 : Bob Roberts : Chip Daley (Fred Ward)
- 1993 : Beethoven 2 : Brillo (Kevin Dunn)
- 1993 : Philadelphia : M. Finley (Warren Miller) et le maire Edward Rendell)
- 1993 : Coneheads : Dr Rudolph (Jon Lovitz)
- 1994 : L'Expert : Danny (Steve Raulerson)
- 1994 : La Surprise : M. Clean (Kevin Scannell)
- 1995 : Midnight Man (en) : Randy (Bill Bolender)
- 1996 : Mes doubles, ma femme et moi : Vic (Eugene Levy)
- 1997 : L.A. Confidential : Pierce Morehouse Pratchett (David Strathairn)
- 2000 : The Patriot : Le Chemin de la liberté : ? (?)
- 2001 : Le Masque de l'araignée : Sénateur Hank Rose (Michael Moriarty)
- 2002 : Le Nouveau : M. Luberoff (Kyle Gass)
- 2002 : xXx : le sénateur Dick Hotchkiss (Tom Everett)
- 2005 : XXX2: The Next Level : ? (?)
- 2005 : La Légende de Zorro : ? (?)
- 2007 : 4 mois, 3 semaines, 2 jours : Dr Radu (Adi Carauleanu)
- 2009 : Millénium 3 : La Reine dans le palais des courants d'air : Georg Nyström (Rolf Degerlund)
- 2013 : Match retour : Joey (Barry Primus)
- 2014 : Bad Luck : Frank (Tom Sizemore)
- 2015 : The Ridiculous 6 : William (Chris Parnell)
- 2016 : American Pastoral : Lou Levov (Peter Riegert)
- 2018 : 6 Balloons : Gary (Tim Matheson)
- 2018 : First Man : Le Premier Homme sur la Lune : Gene Kranz (Ciarán Hinds)

#### Films d'animation
- 1979[n 5] : Le Château de Cagliostro : Koichi Zenigata et Jodor
- 1986[n 6] : Il était une fois… Windaria : Draco et Lagado
- 1987[n 7] : Dieu Bénisse Dan Cougar : le professeur Hazuki, l'empereur Mugen, Kinoshita et le père de Masato
- 1990 : Petit Pierre au pays des rêves : M. Coïncidence et le gardien de la Voie lactée
- 1995 : Adieu, Nostradamus ! : Daisuke Jigen
- 1995 : Le Journal d'Ann Frank : voix additionnelles
- 1996 : Mort ou vif : Daisuke Jigen
- 1996 : Beavis et Butt-Head se font l'Amérique : Tom Anderson
- 1999 : Jin-Roh, la brigade des loups : voix additionnelles
- 2000 : Blood: The Last Vampire : l'enseignant
- 2001 : Bécassine, le trésor viking : voix additionnelles (création de voix)
- 2002 : Puissance 3 : voix additionnelles
- 2002 : Le Nautilus : voix additionnelles
- 2002 : Le Trésor des Flibustiers : voix additionnelles
- 2003 : Direction Futur ! (en) : voix additionnelles
- 2004 : Appleseed : le premier sage
- 2007 : Nocturna, la nuit magique : l'informateur
- 2013 : Le Père Frimas : le Père Frimas (court métrage, création de voix)
- 2013 : Toy Story : Angoisse au motel : M. Jones (court métrage)
- 2017 : Zombillénium : Sylvain (création de voix)

### Télévision

#### Téléfilms
- 1994 : La Forêt de tous les dangers : Chico Mendes (Raul Julia)
- 2003 : Un miracle à 19 pattes : Dr Elliot (Daniel Roebuck)
- 2003 : Solstice d'hiver : Hughie McLellan (Peter Ustinov)
- 2009 : Détour mortel 3 : le shérif Carver (Bill Moody)
- 2010 : Menace de glace : Walter Winslaw (Bruce Davison)
- 2012 : Dame de fer pour cœur de velours : Dr Richard Burger (Peter Weck)
- 2014 : Marthaler : Partitur des Todes : Hans Herrmann (Peter Lerchbaumer)
- 2014 : Lieutenant Nounou : Frank Milano (Tom McBeath)
- 2014 : Le Tueur en sommeil : l'inspecteur Simms (Michael O'Neill)
- 2014 : L'Ange gardien de Noël : Jerry (Richard Waugh)
- 2015 : Le voleur au grand cœur : ? (?)
- 2017 : Un amour interdit : Evêque Weaver (Tom Luce)
- 2017 : Une mère malveillante : Leonard Harbinger (David Clyde Carr)

#### Séries télévisées
- Peter Riegert dans :
  - Damages (2007) : George Moore (9 épisodes)
  - The Good Wife (2009-2012) : le juge Harvey Winter (5 épisodes)
  - Les Frères Scott (2010-2011) : Dr August Kellerman (6 épisodes)
  - Show Me a Hero (2015) : Oscar Newman (6 épisodes)

- Larry Miller dans :
  - Ma famille d'abord (2002) : Stuart Tyler (3 épisodes)
  - Touche pas à mes filles (2002-2003) : Tommy (12 épisodes)

- Michael O'Neill dans :
  - The Nine : 52 heures en enfer (2006-2007) : Pete Burton (3 épisodes)
  - Grey's Anatomy (2010) : Gary Clark (4 épisodes)

- Richard Schiff dans ;
  - The Cape (2011) : Patrick Portman
  - First Murder (2014) : David Hertzberg (10 épisodes)

- Alan Dale dans :
  - The Killing (2011-2012) : le sénateur Eaton (5 épisodes)
  - The Mindy Project (2013) : Alfred (saison 2, épisode 7)

- 1989-1993 : Docteur Doogie : Dr Benjamin Canfield (Lawrence Pressman)
- 1990-1991 : Flash : le lieutenant Warren Garfield (Mike Genovese) (voix de remplacement)
- 1991-1996 : L'As de la crime : Ronnie Lopez (Jason Schombing)
- 1997-2007 : L'Équipe de rêve : Bob Adams (Phillip Lester)
- 2000-2002 : Invisible Man : Albert Eberts (Michael McCaferty)
- 2000-2002 : Ed : Kenny Sandursky (Mike Starr)
- 2001 : Angel : Nathan Reed (Gerry Becker)
- 2002-2003 : Robbery Homicide Division : le lieutenant Sam Cole (Tom Sizemore)
- 2004-2007 : Veronica Mars : le principal Van Clemmons (Duane Daniels)
- 2006-2009 : Degrassi : La Nouvelle Génération : M. Stone (Paul Miller)
- 2008-2010 : Underbelly : Lewis Moran et Lennie McPherson (Kevin Harrington et John McNeill)
- 2010 : Terriers : le capitaine Brehmer (Michael Villani)
- 2013 : Grand Hôtel : Jesus Cisneros (Lluís Homar)
- 2014 : Dominion : le sénateur Thomas Frost (Danny Keogh)
- 2014-2015 : Downton Abbey : le sergent Willis (Howard Ward)
- 2015-2016 : Le Maître du Haut Château : Dr Gérard Adler (Kevin McNulty) (2 épisodes)
- 2017 : Stranger Things : Ray Caroll (Pruitt Taylor Vince)
- 2017 : I'm Dying Up Here : Sid Robbin (Jere Burns)
- 2018 : Les Désastreuses Aventures des orphelins Baudelaire : M. Remora (Malcolm Stewart)
- 2018 : Troie : La Chute d'une cité : Agelaus (Danny Keogh) (mini-série)
- 2019 : The Politician : Keaton Hobart (Bob Balaban)

#### Téléfilms d'animation
- 1993 : Destination Danger : Daisuke Jigen
- 1994 : Le Dragon maudit : Daisuke Jigen
- 1995 : Le Trésor d'Harimao : Daisuke Jigen
- 1996 : Le Secret du Twilight Gemini : Daisuke Jigen
- 2002 : Inspecteur Gadget : Affaire inclassable : le chef Gontier
- 2002 : Denis la Malice : La Croisière en folie : le capitaine
- 2003 : Kim Possible : La Clé du temps : Duff Killigan
- 2014 : One Piece - 3D2Y : Surmonter la mort de Ace ! Le vœu de Luffy à ses amis : Björjak

#### Séries d'animation
- 1968[n 8] : Les Aventures de Batman : le Pingouin (épisode 17) et voix additionnelles
- 1977[n 8] : Les Nouvelles Aventures de Batman : Zabor, le Pingouin, le Bat-ordinateur (2e voix), le narrateur (voix de remplacement) et autres personnages
- 1980[n 8] : Le Plein de super : le narrateur (3e voix) et le chef Apache (2e voix)
- 1988 : Le Petit Lord : M. Newick et le révérend Mordan
- 1988 : Superman (en) : le maire (épisode 12)
- 1988[n 9] : Dominion : Chaplain (OAV, 1re voix)
- 1990-1991[n 6] : Sol Bianca : Gomez et le général Bataloss (OAV)
- 1991-1993 : Les Simpson : Willie, Moe, le juge Snyder, Barney, Ned, le révérend Lovejoy et Troy McClure (voix de remplacement, 9 épisodes)
- 1992 : Beetlejuice : Jacques (épisode 52) et le Hollandais perdu (épisode 65)
- 1992-1994 : Tokyo Babylon : Miyatake et Nagumo
- 1993-1994 : Animaniacs : Alex, le narrateur (épisode 2) et le cuistot (épisode 67)
- 1994 : Yugen Kaisha : le comte Dracula et Rokkon
- 1994 : Batman : Double-Face (voix de remplacement, 3 épisodes) et le roi du Temps (2e voix)
- 1994 : Caroline et ses amis : le maire (création de voix)
- 1995-1997 : Freakazoid! : le narrateur
- 1996 : Les Singes de l'espace : le capitaine Charlie « Chuck » Simian
- 1996-1997 : La Légende de Crystania : Orville (OAV)
- 1997 : Le Royaume des couleurs : Patachon
- 1997 : Poil de Carotte : M. Lepic (création de voix)
- 1997-1998 : Fennec : George et Bernie (création de voix)
- 1998 : Michel Strogoff : Ivan Ogareff (création de voix)
- 1998 : Trigun : Cliff Cesar (épisodes 2 et 13)
- 1998 : Neo Ranga (en) : le conseiller Sasai
- 1998-2000 : Godzilla, la série : voix additionnelles
- 1998-2000 : Initial D : Yuichi Tachibana
- 1999 : Dai-Guard (en) : voix additionnelles
- 1999-2000 : Roswell, la conspiration : Walter
- 1999-2000 : Blue Gender : voix additionnelles
- 1999-2001 : Hôpital Hilltop : voix additionnelles
- 2001 : Les Nouvelles Aventures de Lucky Luke : voix additionnelles (création de voix)
- 2003-2013 / depuis 2023 : Futurama : Bender (saisons 4-5 et depuis la saison 8), Nibbler (à partir de la saison 4), Morbo et URL le robot flic (saisons 6-7)
- 2001 : The SoulTaker (en) : Daigo Tokisaka
- 2001[n 10] : Kenshin le vagabond : Le Chapitre de l'Expiation : Paperboy (OAV)
- 2001-2002 : Hellsing : Walter C Dorneaz
- 2002-2003 : Ghost in the Shell: Stand Alone Complex : Abe
- 2002-2007 : Kim Possible : Duff Killigan, le professeur Acarien (2e voix) et Sensei (2e voix)
- 2004 : Fullmetal Alchemist : Mugwar et Yoki
- 2004 : Hé Arnold ! : Sammy Redmond (épisode 91)
- 2004 : Samurai champloo : Kikuzo (épisode 1) et Daigorō (épisode 3)
- 2006-2009 : Hellsing Ultimate : Walter C Dorneaz
- 2009 : Bleach : Abirama Redder
- 2012-2016 : Martine : Monsieur le maire (création de voix)
- 2015 : Archer : Sato Kentaro (saison 6, épisode 1)

### Jeux vidéo
- 1997 : Blade Runner : voix additionnelles
- 1998 : Tomb Raider 3 : Les Aventures de Lara Croft : le cannibale Maori et Bob, le chef des damnés
- 2002 : Ratchet and Clank : Capitaine Qwark
- 2003 : Ratchet and Clank 2 : le capitaine Qwark
- 2003 : Star Wars: Knights of the Old Republic : Canderous Ordo
- 2004 : Ratchet and Clank 3 : le capitaine Qwark
- 2005 : Star Wars: Knights of the Old Republic 2: The Sith Lords : Mandalore
- 2005 : Ratchet: Gladiator : le capitaine Qwark
- 2006 : Anno 1701 : le comte Winfried von Shallert
- 2007 : Ratchet and Clank : Opération Destruction : le capitaine Qwark
- 2007 : Ratchet and Clank : La taille, ça compte : le capitaine Qwark
- 2007 : Assassin's Creed : voix additionnelles
- 2008 : Secret Agent Clank : le capitaine Qwark
- 2009 : Ratchet and Clank: A Crack in Time : le capitaine Qwark
- 2009 : Anno 1404 : Lord Richard Northburgh
- 2010 : Metro 2033 : Khan
- 2010 : Fallout: New Vegas : Festus
- 2011 : The Witcher 2: Assassins of Kings : Skalen Burdon
- 2011 : Dragon Age 2 : voix additionnelles
- 2011 : Mass Effect 2 : voix additionnelles
- 2011 : Ratchet and Clank: All 4 One : le capitaine Qwark
- 2012 : Ratchet and Clank: Q-Force : le capitaine Qwark
- 2013 : Ratchet and Clank: Nexus : le capitaine Qwark
- 2013 : BioShock Infinite : Prédicateur Witting
- 2014 : Assassin's Creed: Rogue : Barry
- 2014 : Sunset Overdrive : voix additionnelles
- 2015 : Assassin's Creed Syndicate : Dr John Elliotson
- 2016 : Ratchet and Clank : le capitaine Qwark
- 2016 : Final Fantasy XV : voix additionnelles
- 2017 : Prey : Alex Yu
- 2018 : Assassin's Creed Odyssey : Socrate
- 2018 : Fallout 76 : Delbert Winters
- 2018 : Thronebreaker : le roi Demavend
- 2019 : Apex Legends : Gibraltar
- 2020 : Hyrule Warriors : L'Ère du Fléau : Le Grand Kohga
- 2021 : Ratchet and Clank: Rift Apart : le capitaine Qwark
- 2022 : Dying Light 2 Stay Human : voix additionnelles
- 2022 : Cookie Run: Kingdom : Cookie Cacao Noir

### Direction artistique

#### Films d'animation
- 2000 : Vision d'Escaflowne, le film : Une fille sur Gaïa

#### Séries d'animation
- 1994 : The Cockpit (OAV)
- 1999 : Dai-Guard (en)
- 1999 : Kenshin le vagabond : Le Chapitre de la mémoire (OAV)
- 2001[n 10] : Kenshin le vagabond : Le Chapitre de l'expiation (OAV)

## Voix off
- 2004-2018 : La Minute de vérité (National Geographic Chanel, Direct 8, RMC Découverte et Numéro 23)